# Jeroen Geerdink
Jeroen Geerdink (Almelo, 2 december 1978) is een Nederlands dartsspeler.

## Levensloop
Op 16-jarige leeftijd begon Geerdink met darten in een buurthuis. Op 18-jarige leeftijd ging hij in competitie darten binnen de DVO (Dartvereniging Oost Nederland), waarna hij snel opklom naar de Nederlandse eredivisie.
In januari 2014 maakte hij zijn debuut op het WK Darts van de BDO (Lakeside). Door de West-Europese titel te winnen plaatste hij zich voor dit toernooi. Hij verloor in de eerste ronde van Dave Prins. In 2010 won Geerdink het ENC Darts Open.

## Resultaten op Wereldkampioenschappen

### BDO
- 2014: Voorronde (verloren van Dave Prins met 0-3)